# USS Boone County (LST-389)
Округ «Бун» (англ. USS Boone County (LST-389)) — американский большой десантный корабль типа LST-1. Построен для Военно-морских сил США во время Второй мировой войны. Принадлежит серии кораблей получивших имена штатов Арканзас, Иллинойс, Индиана, Айова, Кентукки, Миссури (штат), Небраска, и Западная Виргиния. Является единственным кораблём в истории американского флота получившим это имя.
В мае 1960 года был передан ВМФ Греции, где получил имя HS Лесбос (L-172).
Корабль принял участие в военных действиях, как в составе американского, так и в составе греческого флотов.

## В составе американского флота[1][2]
LST-389 был заложен 20 июня 1942 года в Ньюпорт-Ньюс штата Виргиния, фирмой Newport News Shipbuilding and Dry Dock Company; Спущен на воду 28 сентября 1942 года; Введён в состав флота 24 ноября 1942 года, под командованием лейтенанта Джорджа Карпентера (George C. Carpenter).

### Средиземное море, 1942—1944
После испытаний в Чесапикском заливе, во время которых также служил учебным судном для экипажей других танкодесантных кораблей, LST-389 отбыл из Норфолка 19 февраля 1943 года в Бейонн, штат Нью-Джерси, где взял на борт один из малых танкодесантных катеров (LCT) армии США и груз медицинского снабжения. Отбыв с конвоем UGS 6A 19 марта, корабль прошёл через Бермудские Острова в Северную Африку и прибыл в Немур, Алжир 13 апреля. Вскоре, перейдя в морскую базу Arzew, Алжир корабль стал флагманом капитана Франка Адамса (Frank Adams), командира пятой танкодесантной группы Второй флотилии (LST Group 5, Flotilla 2).
LST-389 был вскоре вовлечён в Сицилийскую операцию, ставшую ступенью к высадке в Италии.

#### Сицилия
8 июля 1943 года корабль высадил войска и выгрузил грузы в Scoglitti, Сицилия, а затем в Bracette, после чего встал на якорь у мыса Scalambri. Вечером того же дня, корабль стал свидетелем боёв на берегу, в 2-3 милях от него. Утром следующего дня корабль подошёл к берегу югу от Bracette, где выгрузил свои танки и автомобили. В тот же день, LST-389 получил повреждения в результате столкновения с USS LST-5. Якорь LST-5 пробил большое отверстие в правом борту LST-389.
В течение следующих нескольких дней, воздушные силы противника сделали всё возможное, чтобы сорвать высадку. Вечером 9 июля воздушные атаки на корабли, находящиеся на рейде были непрерывны. 12 июля, корабль потратил бо́льшую часть времени, выгружая боеприпасы. 13 июля, корабль пристал к берегу, именуемому американцами Beach Red 1 и пробыл большую часть дня там, выгружая оставшийся груз. В 21:50 того же дня, вражеский самолёт сбросил на корабль 4 бомбы. Самая ближняя разорвалась у его правого борта на расстоянии, но не причинила повреждений. Корабль вышел на тунисский порт Бизерта 16 июля. LST-389 прибыл туда двумя днями позже, на 10-дневный ремонт. После этого корабль пошёл в Ликата, Сицилия и из этого порта совершил трёхдневный переход в Палермо, чтобы взять на борт войска и автомобили. В конце августа, LST-389 был оснащён понтонным мостом, для использования во время высадки в континентальную Италию. 1 сентября корабль присоединился к конвою в Италию. Ночью 8 сентября LST-389 и тральщики сопровождения подверглись воздушной атаке, но корабль вышел из неё без единой царапины.

#### Салерно
9 сентября, морская группа вице-адмирала H. Kent Hewitt начала высадку 5-й армии генерал-лейтенанта Марка Кларка на побережье Салернского залива. В 08:55, LST-389 получил приказ следовать к побережью «Blue» около Agripoli. После того как тральщики очистили коридор, взорвав по ходу 3 мины, LST-389 пошёл к берегу.
На подходе к берегу, корабль подвергся обстрелу вражеских орудий, которые рано этим утром отогнали 6 гружённых танками танкодесантных кораблей. Корабль встал на позицию высадки в 12:41, но вскоре получил приказ перейти к более надёжному побережью Красному пляжу («Red» beach). Шквальный немецкий артиллерийский и пулемётный огонь продолжал обрабатывать Голубой пляж («Blue» beach). Под шквальным огнём, LST 389 попытался исполнить приказ, но не смог. Застрявший на «Blue» beach, корабль сменил позицию. Его экипаж развернул понтонный мост; и, чуть более часа спустя в 13:54, первый танк вышел из его носовой аппарели. Пока кораблю удалось отойти в 15:09, судьба LST-389 была в руках немецких артиллеристов. Около 60 снарядов было выпущено против корабля. В 13:13, снаряд разнёс кабину капитана, ранив одного человека. Огонь по мостику требовал его оставление, но 2 добровольца остались там для поддержания телефонной связи со всеми постами на борту. Расчёт 3-х дюймового орудия подавил огонь двух немецких 88-мм орудий.
После оставления побережья «Blue», LST 389 подвергся атаке вражеских бомбардировщиков. 18 бомб упали рядом, но не причинили повреждений кораблю. В следующий вечер, мощная воздушная атака началась в 22:20. 20 минутами позже, 4 бомбы разорвались у борта LST-389, и, в течение последующего получаса ещё 9 бомб разорвались неподалёку. Тем временем, корабельные 20-мм батареи держали самолёты под постоянным огнём и отметили «несколько» поражений. С другой стороны, 20-мм снаряд (вероятно с соседнего корабля) взорвался на главной палубе перед рулевой рубкой, ранив двух членов экипажа. Следующим утром, 11 сентября, ещё 7 бомб разорвались рядом с бортом. Около 09:30 бомба поразила рядом стоящий лёгкий крейсер USS Savannah CL-42.
11 сентября LST-389 прибыл в Милаццо, Сицилия в ожидании приказов. Получив приказ, вернулся в Салерно с частями 8-й британской армии на борту. В оставшиеся дни сентября, LST-389 выполнил ещё 4 подобных рейса, после чего последовали несколько рейсов с войсками и снабжением между Триполи и Салерно. 2 октября корабль направился в Оран, Алжир для ремонта повреждений полученных в Салерно.

### Высадка во Франции 1944—1945
Оставив Оран, 12 ноября LST-389 ушёл в Англию, в составе конвоя MKS-30. Конвой подвергся атаке немецких бомбардировщиков Dornier, но без потерь. Корабль, будучи уже ветераном двух десантных операций, прибыл в Плимут (Англия), в ожидании приказов. С 13 декабря на корабле был проведен маленький ремонт с докованием. LST-389 отбыл из Плимута 20 декабря и прибыл в Фалмут в тот же день. Накануне Рождества, корабль стал готовиться к высадке в Нормандии.
С начала 1944 года корабль переходил с места на местο, проводя учения новыми методами десантной войны. Конечным пунктом стал Milford Haven], Уэльс, где LST-389 простоял весь оставшийся январь и весь февраль, после чего перешёл в Суонси, Уэльс, для дальнейших учений. 27 апреля LST-389 вышел на Lisahally (порт Лондондерри) на побережье Лох-Фойл, Северная Ирландия, принять 6 40-мм и 6 20-мм орудий. Пройдя дополнительный ремонт и модификацию в Milford Haven, LST-389 провёл оставшиеся дни мая в подготовке к атаке на «Атлантический вал.»
Погрузив армейские автомобили и взяв на борт войска в Фалмуте 2 июня 1944 года, корабль вышел в море 4 июня и направился на якорную стоянку оперативной группы, где простоял до утра, после чего отправился к берегу Франции. После того как корабль встал на якорь в Baie de la Seine утром 7 июня и начал операции по снабжению плацдарма в Нормандии в тот же полдень. Следующим утром немецкие самолёты, невзирая на огонь противовоздушной обороны, подвергли корабль бомбардировке. 4 бомбы упали в море рядом с LST-389 causing. Корабль выгрузил свои автомобили в тот же вечер, 8 июня, и уцелел во время ночной бомбардировки после чего в полночь на 9 июня ушёл в Саутгемптон.
В оставшиеся дни июня, LST-389 перебрасывал снабжение и войска между Саутгемптоном и местами высадки на северном побережье Франции. Его грузы включали в себя продовольствие, медицинское снабжение и автомобили. После взятия порта союзниками в июле, корабль добавил Шербур в свои маршруты, и установив железнодорожную колею на своей танковой палубе, начал перевозку подвижного состава в начале сентября. В ходе этих железнодорожных операций, LST-389 налетел на подводные препятствия в Grand Rade, Шербур, 12 ноября. В результате была нарушена водонепроницаемость машинного отделения. Не имея возможности предпринять что-либо существенное против подъёма уровня воды в машинном отделении, корабль, с помощью 2 буксиров выбросился на берег. В течение 7 часов на берегу, экипаж заделывал течи и откачивал воду из машинного отделения. С помощью британских буксиров, LST-389 был снят с побережья, а затем LST-355 отбуксировал его в Девонпорт, Англия. После большого ремонта в доке, корабль вернулся в строй в середине января 1945 года. Корабль вновь начал перебрасывать вагоны и пассажиров между Англией и Францией. По возвращении из Гавра в Portland, Dorset, в туманное утро 5 февраля, LST-389 столкнулся с торговым судном SS Chapel Hill Victory. В результате столкновения корабль получил дыру шириной в 5,5 м, с главной палубы до днища, а также потерял убитым одного члена экипажа. После чего LST-389 направился в Портланд своим ходом. После недели стоянки на якорях у Портланда, LST-389 перешёл в Плимут на докование, которое продлилось до конца марта. После докования LST-389 совершил один рейс с автомобилями в Шербур и ещё 2 в Гавр, после чего в Фалмуте на его главной палубе были установлены полозья для перевозки малых танкодесантных кораблей.

### Возвращение в США, 1945
Приняв малый танкодесантный корабль USS LCT-814 и «генеральный груз» в Плимуте, LST-389 пошёл в Белфаст, Северная Ирландия 8 мая, через день после капитуляции Германии. 11 мая, корабль ушёл с конвоем, направлявшимся в США и прибыл в Норфолк в последний день месяца. После ремонта в Нью-Йорке, корабль перешёл в Little Creek, Виргиния 5 сентября 1945 года.
За своё участие во Второй мировой войне LST-389 был награждён тремя Звёздами за службу.
Поскольку война на Тихом океане была прекращена в середине августа, приказ перейти туда, данный кораблю, был отменён. Вместо этого корабль вернулся в Нью-Йорк, принял на борт другой LCT и вышел на Джэксонвилл, Флорида.

### Вывод из строя и передача ВМФ Греции, 1945—1960
Корабль прибыл к причалам недействующего флота в Green Cove Springs, Флорида 9 октября 1945 года. Был выведен из состава действующего флота 12 марта 1946 года и введён в резерв 1 июля 1946 года. LST-389 оставался в резерве, вначале в Green Cove Springs, а позже в Чарлстоне, Mayport и снова в Green Cove Springs, на протяжении 50-х годов. Будучи вне действующего флота, корабль получил имя USS Boone County (LST-389) 1 июля 1955 года. Его имя было вычеркнуто из военно-морского регистра (Naval Vessel Register) 1 июня 1959 года и корабль был передан Греции в мае 1960 года.

## Большой десантный корабль «Лесбос»
Корабль был принят греческим экипажем (капитан С. Сулис) в Джэксонвилле, Флорида 2 июня 1960 года.
В составе ВМФ Греции корабль получил имя HS Лесбос (L-172). Кроме «Лесбоса», греческий флот получил ещё 4 однотипных корабля.
Служба «Лесбоса» в составе греческого флота в течение 14 лет не была отмечена значительными событиями. Но в 1974 году «Лесбос» стал одним из самых известных десантных кораблей в истории ВМФ Греции.

### Кипр 1974
Вечером 13 июля 1974 года корабль, под командованием капитан-лейтенанта Э. Хандриноса, вышел из греческого порта Кехрие, направляясь в порт Фамагуста, Республика Кипр.
На борту были боеприпасы и контингент греческих военнослужащих, предназначенный для ротации состава батальона греческой армии (ЭЛ-ДИ-К — Эллиники динами Кипру — Греческие силы Кипра), находившегося на острове согласно Цюрихским соглашениям 1959 года.
Ожидаемое время прибытия корабля на Кипр 17 июля 7:00.
15 июля, в 09:00, когда корабль находился на пути на Кипр, командир корабля узнал из радиопередач, что на Кипре произошёл государственный переворот, направленный против президента республики, архиепископа Макариоса и что Макариос убит.
Переворот был произведен несколькими частями Национальной гвардии, под командованием греческих офицеров, посланных на остров хунтой, правившей в тот период Грецией.
В перевороте также участвовал батальон ЭЛ-ДИ-К. В перевороте приняли участие вышедшие из подполья группы организации ЭОКА-II, один из руководителей которой, Н. Сампсон, был назначен президентом. Переворот создал видимость возможного энозиса (воссоединения) Кипра с Грецией, хотя, как пишет исследователь М. Эритриадис, политика энозиса была похоронена Афинами ещё с 1956 года и упоминание энозиса после 1964 года в действительности означало раздел острова:31.
Получив добро штаба флота, Хандринос продолжил свой рейс.
Лесбос прибыл в Фамагусту 19 июля в 17:00. Выгрузка боеприпасов не состоялась, поскольку по заявлению офицера ЭЛ-ДИ-К, в ходе переворота было захвачено большое количество оружия и боеприпасов, полученных кипрским правительством из Чехословакии.
В тот же вечер, в 18:00, «Лесбос» вышел из Фамагусты с 450 возвращавщихся в Грецию солдат.

### Турецкое вторжение на Кипр
Палата представителей США, произведшая позже расследование, пришла к заключению, что ЦРУ знало о подготовке переворота:379. Г. Клиридис утверждал, что ЦРУ заверяло хунту: «свергайте „попа“, а мы не допустим турецкого вторжения»:466. ЦРУ попыталось переложить ответственность на плечи Киссинджера, который в период после Уотергейта правил в действительности в США:365. Киссинджер, замалчивая свою роль в событиях, ограничился заявлениями типа: «благодаря глупости хунты, туркам выпал первый номер лотереи. На Кипре не было законного правительства … в Греции было правительство, которое никто не поддерживал»:193. Через 5 дней после переворота и под его предлогом, турки вторглись на остров. Турция действовала по согласованному с США плану, как следует из карты из архивов Киссинджера:233. Хунта не была готова к войне и вторжение на Кипр застигло её врасплох. Без помощи Греции Кипр не мог выстоять, но озабоченные теперь только возможной войной между двумя «союзниками» НАТО, американцы выставили между Критом и Кипром свой Шестой флот, препятствуя любым греческим действиям. Единственной помощью посланной из Греции (21 июля) стал «Первый эскадрон спецназа», посланный на Кипр воздухом, в рамках операции «ΝΙΚΗ» (Ники -Победа).

### Пафос
Утром 20 июля Хандринос узнал из сообщений кипрского радио о турецком вторжении и объявленной мобилизации на Кипре и в Греции. В 9:20 «Лесбос» получил приказ вернуться на Кипр и высадить возвращавшихся в Грецию 450 солдат в Лимассоле. На тот момент корабль находился в 40 милях к юго-западу от города Пафос, в силу чего, после повторного приказа, «Лесбос» направился к Пафосу. В 14:00 Лесбос высадил контингент 450 солдат в Пафосе. Командир контингента, подполковник Ставропулос, для поднятия морального духа киприотов, дал приказ своим солдатам представлять себя как часть греческой армии, прибывшей на помощь из Греции. Через 15 минут после состоявшейся высадки командир кипрской Национальной гвардии города попросил Хандриноса подвергнуть обстрелу турецкий анклав в Муталлу и старую крепость Пафоса, где укрылись хорошо вооружённые турки и турки-киприоты, силами до двух батальонов. Хандринос не имел информации о том, находится ли Греция в состоянии войны с Турцией, но после быстрой оценки обстановки принял решение действовать. «Лесбос» начал обстрел указанных целей своими 40 мм орудиями Bofors 40 L70. Обстрел анклава продолжился 2 часа. Было выпущено более 900 снарядов. После начала атаки на анклав турки подняли белые флаги. Турецкие планы в отношении Пафоса были сорваны.

### Турецко-турецкое сражение
Сообщения по рации из турецкого анклава о его обстреле «греческими кораблями», распространившаяся информация о высаживающемся в Пафосе греческом десанте, а также сознательная работа кипрской разведки в эфире по дезинформации противника, привели на следующий день, 21 июля, к сражению между турецким флотом и турецкой авиацией. К предполагаемому месту высадки греческих десантных кораблей была послана турецкая эскадра и, одновременно, три эскадрильи ВВС Турции (181-я из Антальи, 141-я из Муртене и 111-я из Эски-Шехира — в общей сложности 48 самолётов F-100 и F-104). В силу того, что и греческий и турецкий флот раполагали однотипными американскими кораблями, произошла ошибка идентификации и состоялось «сражение по недоразумению», в ходе которого турецкая авиация потопила турецкий эсминец «Kocatepe» (D-354) и нанесла серьёзные повреждения эсминцам «Adatepe» и «M.Fevzi Cakmak». Погибло 78 турецких моряков, включая капитана «Kocatepe» Giuven Erkayia и 13 офицеров. По некоторым сообщениям, защитным огнём был сбит один F-104Gs. Генштаб ВВС Турции объявил о большой «победе» над греческим флотом, но после получения сведений о действительных событиях и о потере одного эсминца и выводе из строя двух других, эти сообщения исчезли из газет.

### Возвращение «Лесбоса»
Тем временем Хандринос, оценив опасность возможной атаки турецкой авиации, повёл корабль не на запад, к острову Родос, а на юг, к Египту. «Лесбос» держал этот курс в течение 6 часов и только в 60 милях южнее Кипра повернул на запад.
Хандринос сохранял радиомолчание до 03:30 следующего дня, когда был вынужден сообщить о смерти, от сердечного приступа, водителя автопогрузчика из гражданского персонала. С этого момента он регулярно выходил на связь. Лесбос прибыл в Сития, Крит и после непродолжительной стоянки перешёл на основную базу ВМФ Греции на острове Саламин.

## Последние годы «Лесбоса»

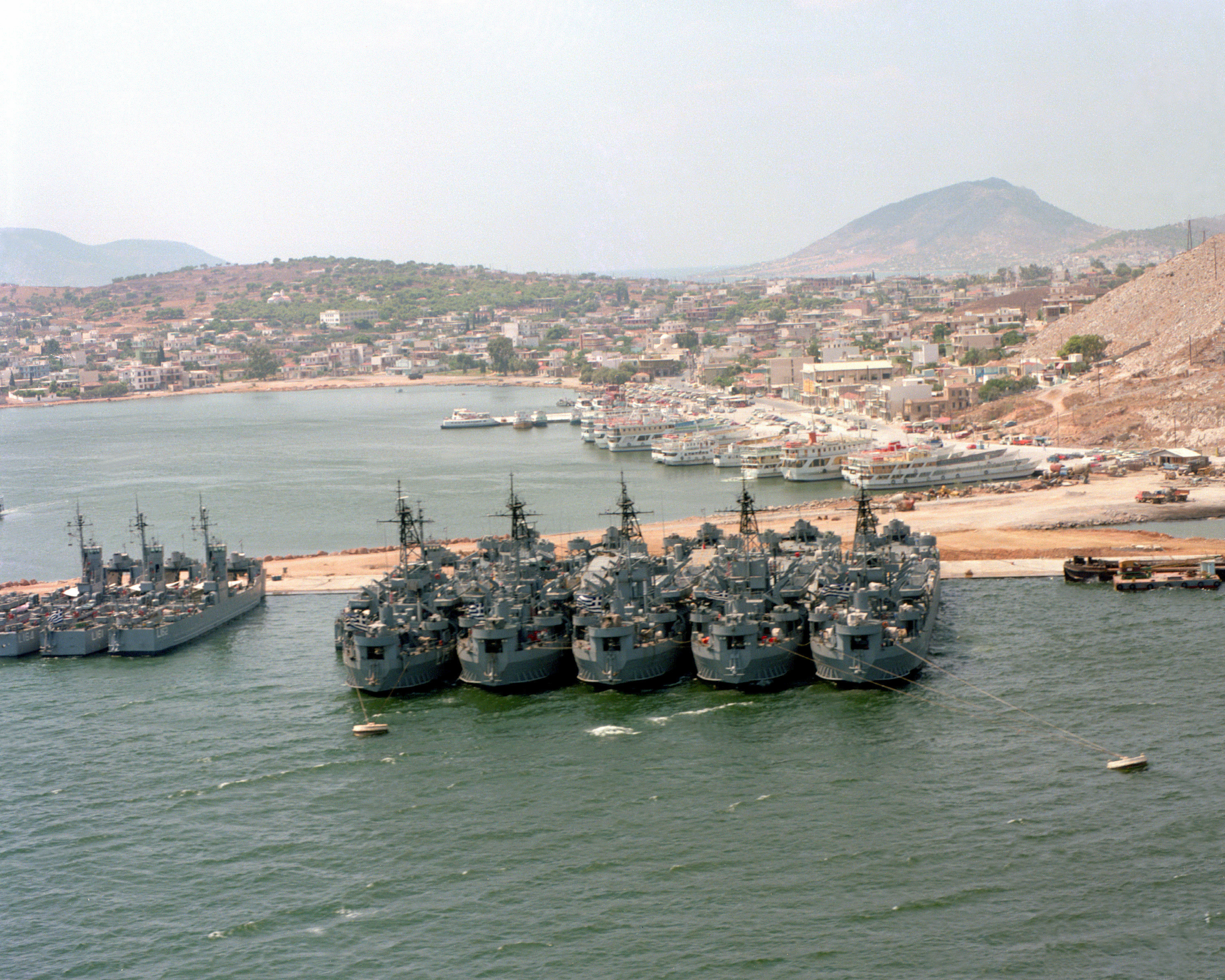
«Лесбос» в 1979 году, в центре связки пяти однотипных кораблей, на базе ВМФ Греции на острове Саламин.

«Лесбос», как и 4 других однотипных корабля, оставался в составе ВМФ Греции ещё 14 лет, невзирая на свой почти полувековой возраст. Капитан Хандринос был назначен в 1984 году, через 10 лет после турецкого вторжения на Кипр, военно-морским атташе, при греческом посольстве в Турции. «Лесбос» был выведен из состава ВМФ Греции 15 мая 1990 года.

## Предшественники «Лесбоса»[17]
- 1. Эсминец «Лесбос» типа «М». Был заказан в Англии, но не был передан ВМФ Греции, в связи с началом Первой мировой войны, хотя и был оплачен.
- 2. Грузовое судно «Лесбос», бывшее немецкое «ASGARD». Было получено в 1920 году, в качестве военных репараций. Выведено из строя в 1923 году.
- 3. Τранспорт «Лесбос» -мобилизованный в годы Второй мировой войны пароход. Совершил множество рейсов, снабжая Тобрук во время его осады.
- 4. Большой десантный корабль «Лесбос». Вошёл в состав флота в 1943 году. Потоплен 6 июня 1944 года.

## Наследники «Лесбоса»

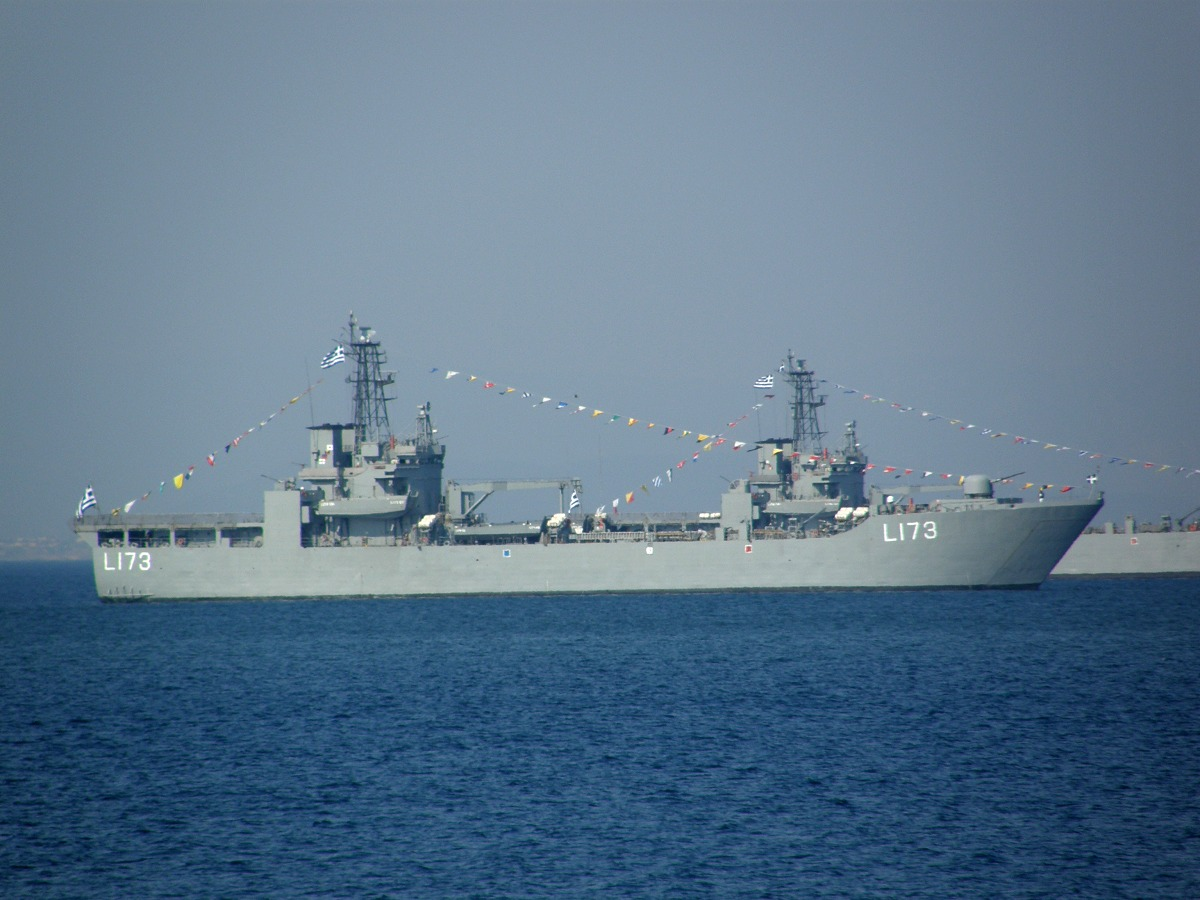
Однотипный новому «Лесбосу» (L176) большой десантный корабль «Хиос» (L173).

- Большой десантный корабль «Лесбос» (L176), греческого проекта и постройки (Верфь Элевсины[18]). Вошёл в состав флота в 1999 году. Однотипные корабли «Хиос» (L173), «Самос» (L174), «Икариа» (L175), «Родос» (L177).